# Dolor de huesos
El dolor óseo o simplemente dolor de huesos es una forma debilitante de dolor del tejido óseo. Ocurre debido a una amplia variedad de enfermedades y condiciones físicas y puede afectar severamente la calidad de vida de los pacientes afectados por esta. El dolor óseo tiene múltiples causas, como un gran estrés físico y enfermedades como el cáncer.
Se sabe desde hace muchos años que los huesos están inervados por neuronas sensoriales, aunque la anatomía exacta de esta inervación sigue siendo oscura debido a las propiedades físicas contrastantes del hueso y el tejido nervioso. Sin embargo, hasta hace poco, no se habían determinado los tipos de neuronas que inervaban cada parte del hueso. La capa perióstica de tejido óseo es altamente sensible al dolor y una causa importante de dolor óseo en diversas afecciones patológicas, como fracturas, osteoartritis, etc. Sin embargo, en ciertas enfermedades, el endosteum y el suministro nervioso del sistema de Havers parecen desempeñar un papel importante, como en la osteomalacia, la osteonecrosis, entre otros.

## Síntomas

### Causas adultos mayores
Varias enfermedades pueden causar dolor de huesos, incluidas las siguientes:
- Endocrinas, como hiperparatiroidismo, osteoporosis, insuficiencia renal.[7]
- Gastrointestinal o  sistémica, como enfermedad celíaca y sensibilidad al gluten no celíaca (ambas a menudo ocurren sin síntomas digestivos obvios), enfermedad inflamatoria intestinal (incluyendo enfermedad de Crohn y colitis ulcerosa).[7][8][9]
- Hematológica, como Síndrome de Cushing, histiocitosis, mieloma múltiple y  anemia de células falciformes.
- Infecciosa, como Enfermedad de Lyme y osteomielitis.[7]
- Neurológica, como lesión de la médula espinal y degeneración vertebral.[7]
- Oncológica, como metástasis ósea y leucemia.[7]
- Reumática, como espondilitis anquilosante, artritis reumatoide, gota.[7]
- Otros, como fracturas, osteoartritis, enfermedad ósea de Paget (también denominada osteítis deformante o solo enfermedad de Paget).[7]
- Osteosarcoma

### Causas en los niños
- Leucemia aguda.[10]
- Fiebre reumática aguda, una enfermedad muy peligrosa que puede causar daño cardíaco permanente.[10]
- Enfermedad celíaca sin tratamiento, que puede presentarse sin síntomas gastrointestinales.[8]
- Fibromialgia, que afecta a personas de todas las edades.[11]
- Dolores de crecimiento.[12]
- El síndrome de hipermovilidad puede presentarse con dolores de rodilla o tobillo.
- Lupus.[12]
- Púrpura de Henoch-Schönlein.[10]
- Displasia fibrosa del hueso.[7][13]
- Infección.[10][13]
- Lesión como una fractura.[10][13]
- Enfermedad inflamatoria intestinal.[10]
- Artritis idiopática juvenil.[7][10]
- Enfermedad de Legg – Calvé – Perthes.[13]
- Enfermedad de Lyme, que se transmite por garrapatas y se caracteriza por poliartritis debilitante, síntomas neurológicos y eritema migratorio.[10]
- Linfoma.[10]
- Osteomalacia / raquitismo en adolescentes.[14]
- Osteopetrosis.[13]
- Raquitismo.[7]
- Artritis séptica, una infección grave de la articulación que puede provocar un daño articular permanente.
- Espondiloartropatías.[10]
- Enfermedades virales, incluidas el sarampión, influenza, mononucleosis, varicela y paperas.

Las causas comunes de dolor de huesos y articulaciones en adultos, como la osteoartritis y la artritis gotosa, son raras en los niños, ya que estas enfermedades son una secuela del desgaste crónico durante varios años.